# 松村達雄
松村 達雄（、1914年〈大正3年〉12月18日 - 2005年〈平成17年〉6月18日）は、日本の俳優。東京俳優生活協同組合所属。
大学時代はラグビー選手として活躍し、劇団を結成して舞台で活動するが、劇団の解散後は映画・テレビドラマに多く出演した。しやがれた声の独得な台詞まわしと、芝居臭さを感じさせないリアルで深味のある演技で個性的なバイプレイヤーとして活躍し、崩れたインテリ役に定評があった。映画『男はつらいよ』シリーズで2代目おいちゃん役を演じたことでも知られる。

## 来歴・人物
神奈川県横浜市に父・武重と母・トエ（高橋榮太郎の長女）の3男2女の3男として生まれる。兄は錠司と重雄。父は大阪府の松村繁三郎の三男として1882年3月に生まれ、帝国蓄音機やスタンダード蓄音機、コロムビアレコードの取締役文芸部長となった。。大森区立山王小学校、暁星中学校を経て、1932年（昭和7年）に法政大学予科に入学。1934年（昭和9年）、演劇に興味を抱いた為に日本大学専門部芸術科に転学、1935年（昭和10年）に法政大学経済学部に復籍する。大学時代は一貫してラグビー部に所属し、左ウィングで活躍した。
1938年（昭和13年）、法政大学を卒業して同人劇団を結成。ついで新協劇団の研究生となるが、1942年（昭和17年）に軍の召集を受け、満州・中支・南支などを転戦して1946年（昭和21年）に復員する。1952年（昭和27年）、高円寺に劇団五十人劇場を創設し、小山田宗徳・野呂圭介らと武者小路実篤作品を中心にモリエール作品なども上演するが、経済的に行き詰まり1957年（昭和32年）に解散する。
劇団解散後はテレビドラマに進出。プレーヤーズ・センターに所属。『ダイヤル110番』『雑草の歌』『事件記者』『若い季節』などに出演し、自然な演技で人気を博す。『雑草の歌』においては新井智慧名義で第31回「こわい水」の脚本も担当。子供時代の経験から強迫性障害を患った患者を治療する話であり、松村自身が大学時代に強迫性障害を患い、古沢平作から治療を受けた経験をもとにしている。映画には1959年（昭和34年）、佐分利信監督の『乙女の祈り』で初出演し、それ以来豊田四郎監督の『濹東綺譚』、小林正樹監督の『切腹』、山田洋次監督の『なつかしい風来坊』などに出演。黒澤明監督の『どですかでん』では、すさんだ中年男を好演した。山田洋次監督の『男はつらいよ』では、1972年（昭和47年）から同年に急死した森川信の後を継ぎ、第9作『柴又慕情』から第13作『寅次郎恋やつれ』までの5作で2代目おいちゃん（車竜造）役を演じた。病気による降板後も同シリーズには違う役柄で度々出演した。また、第6作『純情篇』では森川と顔合わせしている。
テレビドラマでは大映ドラマに多く起用されたが、1977年の『日本の戦後』では吉田茂を演じ、そのソックリさが新聞や雑誌で話題になった。
声質が本田宗一郎（ホンダ創業者）に似ていることから、テレビ番組で声役を演じたこともあった。
1993年、黒澤監督の遺作『まあだだよ』で主役の内田百閒を演じ、長い俳優生活の中で初映画主演となる（黒澤によると、内田の遺族たちが映画を観て「そっくりだ」と言ったほどの仕上がりだった）。黒澤作品への出演は『どですかでん』の陰惨な悪役以来23年ぶりである。
1999年（平成11年）からはどーもスポットでうさじいの声を担当（うさじいのモデルは松村本人）。松村の死後は新たなCMは制作されず過去の作品を使用している。
2005年（平成17年）6月10日、間質性肺炎を患って東京都新宿区の病院に入院するが、退院間近の6月18日午前7時25分に心不全のため死去。90歳没。映画は磯村一路監督の『解夏』が遺作となり、4月にうさじいの声を自宅で収録したのが最後の仕事となった。7月19日に増上寺でお別れの会が開かれ、十朱幸代、三國連太郎、黒柳徹子など225人が参列した。

## 受賞・受章歴
- 1990年：勲四等瑞宝章
- 日本アカデミー賞
  - 1993年：優秀主演男優賞『まあだだよ』[11]
  - 2006年：会長特別賞（没後）
- 2000年：第8回橋田賞 特別賞

## 出演作品

### 映画
- 乙女の祈り（1959年、松竹） - 黒沢
- 七つの弾丸（1959年、東映） - 大西
- 警視庁物語シリーズ（東映）
  - 警視庁物語 深夜便一三〇列車（1960年） - 捜査第一課長
  - 警視庁物語 血液型の秘密（1960年） - 医師
- 変身人間シリーズ（東宝）
  - 電送人間（1960年） - 井田デスク[2]
  - ガス人間第一号（1960年） - 池田[2]
- サラリーマン目白三平シリーズ（東宝） - 相馬課長 
  - サラリーマン目白三平 女房の顔の巻（1960年）
  - サラリーマン目白三平 亭主のためいきの巻（1960年)
- 濹東綺譚（1960年、東京映画） - 遠藤
- 筑豊のこどもたち（1960年、東宝） - 石炭事業公団課長片貝
- 赤坂の姉妹より 夜の肌 (1960年、東京映画)
- 特ダネ三十時間シリーズ（東映）
  - 特ダネ三十時間 笑う誘拐魔（1960年） - 倉橋
  - 特ダネ三十時間 曲り角の女（1960年） - 菊山
- 性生活の知恵（1961年、大映） - ナレーター医博
- 紅の海（1961年、東宝） - 沢田
- トイレット部長（1961年、東宝） - 前の家の主人
- 性生活の知恵 第二部（1961年、大映） - ナレーター
- B・G物語 二十才の設計（1961年、東宝） - 津沢専務
- 駅前シリーズ（東京映画）
  - 喜劇 駅前弁当（1961年） - 警官
  - 喜劇 駅前怪談（1964年） - 藤山会長
  - 喜劇 駅前天神（1964年） - 山越社長
  - 喜劇 駅前医院（1965年） - 署長
- 紅の空（1962年、東宝） - 榎本勝雄
- 娘と私（1962年、東宝） - 植村
- クレージー映画（東宝）
  - ニッポン無責任時代（1962年） - 富山社長
  - クレージー作戦 先手必勝（1963年） - 山野氏
- キングコング対ゴジラ（1962年、東宝） - 牧岡博士[2][3][4]
- 早乙女家の娘たち（1962年、東宝） - 駐在巡査
- 夢で逢いましょ（1962年、東京映画） - 幸作
- 切腹（1962年、松竹） - 清兵衛
- 若い季節（1962年、東宝） - 松森
- ぶらりぶらぶら物語 （1962年、東京映画） - スリの刑事
- 憂愁平野 (1963年、東京映画)
- 七人の刑事（1963年、松竹） - 父信夫
- にっぽん実話時代（1963年、東宝） - 核本
- 台所太平記（1963年、東宝） - 樫村
- 新・夫婦善哉（1963年、東京映画） - 茂七
- 江分利満氏の優雅な生活（1963年、東宝） - 赤羽常務
- 黒の駐車場（1963年、大映） - 寺島
- 馬鹿シリーズ（松竹）
  - いいかげん馬鹿（1964年） - 舟山和彦
  - 馬鹿が戦車でやって来る（1964年） - 釣り人
- 越後つついし親不知（1964年、東映） - 大地主の旦那様
- 昨日のあいつ今日のおれ (1965年、松竹)
- われら劣等生 (1965年、松竹)
- ザ・ガードマン 東京忍者部隊（1966年、大映） - 大里浩平
- なつかしい風来坊（1966年、松竹） - 林民生省局長
- 組織暴力 (1967年、東映)
- 陸軍中野学校　竜三号指令（1967年、大映） - 張宇源
- 上意討ち 拝領妻始末（1967年、東宝・三船プロ） - 松平正容
- 青春太郎（1967年、東京映画） - 大石開発課長
- 座頭市血煙り街道（1967年、大映） - 太兵衛
- みな殺しの霊歌（1968年、松竹） - 笠原本部長
- 秘剣破り（1969年、大映） - 千坂兵部
- 若大将シリーズ（東宝）
  - ブラボー!若大将（1970年） - 岩崎部長
  - 若大将対青大将（1971年） - 石山剛造
- 極道兇状旅（1970年、東映） - 氏原荘吉
- どですかでん（1970年、東宝・四騎の会） - 綿中京太
- 男はつらいよシリーズ（松竹）
  - 男はつらいよ 純情篇（1971年） - 山下医師
  - 男はつらいよ 柴又慕情（1972年） - 車竜造
  - 男はつらいよ 寅次郎夢枕（1972年） - 車竜造
  - 男はつらいよ 寅次郎忘れな草（1973年） - 車竜造
  - 男はつらいよ 私の寅さん（1973年） - 車竜造
  - 男はつらいよ 寅次郎恋やつれ（1974年） - 車竜造
  - 男はつらいよ 翔んでる寅次郎（1979年） - 結婚式の仲人
  - 男はつらいよ 寅次郎かもめ歌（1980年） - 高校の先生（林先生）
  - 男はつらいよ 口笛を吹く寅次郎（1983年） - 和尚
  - 男はつらいよ 寅次郎恋愛塾（1985年） - 牛山教授
  - 男はつらいよ 寅次郎物語（1987年） - 先生
- あゝ声なき友（1972年、松竹） - 松本友清
- 黒の奔流（1972年、松竹） - 若宮正道
- 獄門島（1977年、東宝映画） - 村瀬幸庵
- 地震列島（1980年、東宝映画） - 芦田浩蔵[12][3]
- 疑惑（1982年、松竹） - 原山正雄弁護士
- 刑事物語2 りんごの詩（1983年、東宝） - 退職した警察官・堂垣内秀臣
- 二十四の瞳（1987年、松竹） - 校長先生
- 善人の条件（1989年、松竹） - 岸本信吾
- 戦争と青春（1991年、こぶしプロ） - 清原甚作
- 息子（1991年、松竹） - 寺尾
- まあだだよ（1993年、大映・黒澤プロ） - 内田百閒[3]
- 国会へ行こう!（1993年、東宝） - 武田厚三郎
- 四十七人の刺客（1994年、東宝映画） - 堀部弥兵衛
- お日柄もよくご愁傷さま（1996年、東映） - 田中源三郎
- 流れ板七人（1997年、東映） - 浦部海東
- 友情 Friendship（1998年、東映） - 野本清一郎
- 英二（1999年、東映） - 河合松次郎
- 雨あがる（1999年、東宝） - 説教節爺
- 長崎ぶらぶら節（2000年、「長崎ぶらぶら節」製作委員会） - 米屋の幸兵衛
- 冷静と情熱のあいだ（2001年、フジテレビ・角川書店・東宝） - 清治
- 銃声 LAST DROP OF BLOOD（2003年、ザナドゥー） - 小田中天道
- 解夏（2004年、フジテレビ） - 林茂太郎

### テレビドラマ
- 雑草の歌（NTV）
  - 第3回「消えない窓の灯」（1958年）
  - 第11回「母ひとすじに」（1958年）
  - 第16回「まむし」（1958年）
  - 第18回「この腕」（1958年）
  - 第89回「こわい水」（1958年） - 医師[1]、新井智慧名義で脚本を担当[1]。
  - 第89回「白い傷あと」（1959年）
  - 第98回「雪のある街」（1960年）
- 月光仮面 第3部（1958年、KR）
- ダイヤル110番（1959年 - 1964年、NTV）
- ドキュメンタリードラマ・裁判 / 証言台の少女（1959年、KR）
- あるぷす大将（1959年、KR）
- スリラー劇場・夜のプリズム（NTV）
  - 第54回「七人の仲間たち」（1960年）
  - 第56回「蔦のある館」（1960年）
  - 第75回「赤い花黒い花」（1960年）
  - 第89回「死霊」（1960年）
  - 第96回「贋作セールスマンの死」（1960年）
  - 第104回「殺人学講座」（1961年）
- 東芝土曜劇場（CX）
  - 第50回「再起」（1960年）
  - 第68回「第三の男」（1960年）
  - 第80回「むしけら」（1960年）
  - 第87回「挽歌の季節」（1960年）
  - 第101回「夜に聞く」（1961年）
  - 第139回「煮えた欲情」（1961年） - 畑輪
  - 第160話「仲のいい死体」（1962年）
- 剣豪秘伝（NET）
  - 第9・10回「柳生連也斎」（1960年）
  - 第18回「悲剣十文字」（1960年）
  - 第21回「或る日の武蔵」（1960年）
  - 第27回「改心流車の太刀」（1960年）
  - 第47回「無刀拳法」（1960年）
- 事件記者（NHK） - 捜査四課長 
  - 第98・99話「拳銃屋」（1960年）
  - 第103・104話「動機」（1960年）
  - 第117・118話「どぶねずみ」（1960年）
- サスペンスタイム 第23回「最後の血」（1960年、NET） - 老人
- 私だけが知っている / 危険なゲーム（1960年、NHK）
- サンヨーテレビ劇場（KR）
  - トイレット部長（1960年）
  - どっちが笑う（1960年）
  - 危険のような（1960年）
- スチール・スター劇場 第27回「導火線」（1960年、KRT）
- 東レサンデーステージ（NTV）
  - 第7回「最後の大本営発表」（1960年）
  - 第14回「モンタンの切符」（1960年）
  - 第22回「駐車禁止」（1960年）
  - 第50回「恐怖の時間」（1961年） - 佐藤
  - 第54回「同級生交歓」（1961年） - 松井
- 東芝日曜劇場（TBS）
  - 第195回「刺客」（1960年）
  - 第206回「木更津河岸」（1960年）
  - 第210回「坂の多い町」（1960年）
  - 第211回「赤さび」（1960年）
  - 第370回「女優シリーズ 親いも子いも」（1964年）
  - 第419回「この道の行くてに」（1964年）
  - 第545回「24才シリーズ No.1」（1967年）
  - 第596回「24才シリーズ その3」（1968年）
  - 第662回「さて男性諸君!」（1969年）
  - 第675回「一人と一人で」（1969年）
  - 第734回「女と味噌汁 その18」（1971年） - 水前寺清子の父親
  - 第752回「父」（1971年） - 孝一郎
  - 第778回「続・父」（1971年） - 孝一郎
  - 第799回「知らぬが仏」（1972年）
  - 第831回「虹の城」（1972年）
  - 第847回「子ばなれ」（1973年）
  - 第906回「恋人」（1974年）
  - 第1021回「文の青春」（1976年）
  - 第1054回「ひとり娘」（1977年）
  - 第1063回「花の雨」（1977年）
  - 第1150回「下町シリーズ1 これが私の娘です」（1978年）
  - 第1233回「女の坂道」（1980年）
  - 第1257回「新年の縁談」（1981年）
  - 第1270回「妻の週末」（1981年）
  - 第1274回「港の絵」（1981年）
  - 第1418回「炎のオムレツ」（1984年）
  - 第1432回「妻のめざめ」（1984年）
  - 第1456回「改札口」（1984年） - 雄造
  - 第1629回「今日の日をこそ」（1988年）
  - 第1642回「おとこたちの家」（1988年）
  - 第1743回「嘆きの仲人」（1990年）
  - 第1751回「フツーの家族」（1990年）
  - 第1817回「娘屋の話」（1991年）
- これが真実だ（CX）
  - 第34回「輝かしき敗北」（1960年） - 滝川幸辰
  - 第47回「最後の切支丹 浦上受難記」（1960年） - 高木仙右衛門
  - 第49回「活動大写真誕生記」（1961年）
- 夫婦百景（NTV）
  - 第125回「高価買入れ夫婦」（1960年）
  - 第140回「堅実型亭主」（1961年）
  - 第149回「じゃじゃ馬夫婦」（1961年）
  - 第183回「妻の作戦」（1961年）
  - 第184回「遁走夫婦」（1961年）
  - 第220回「駅弁夫婦」（1962年）
  - 第235回「お寅さま夫婦」（1962年）
  - 第261回「のびちぢみ夫婦」（1963年）
  - 第268回「多角経営の夫婦」（1963年）
  - 第282回「妻よ牡丹のように」（1963年）
  - 第315回「南朝北朝夫婦」（1964年）
  - 第334回「堂々たる女房」（1964年）
  - 第353回「H?亭主」（1966年）
  - 第378回「プラスアルファ亭主」（1966年）
- グリーン劇場（KR）
  - 第5回「白い紐」（1960年）
  - 第7回「八日目の休日」（1960年）
  - 第12回「今日は留守です」（1960年）
  - 第19回「たった一度の逢いびき」（1961年）
- 夜の十時劇場 / 降霊（1960年、THK）
- 西鶴物語（NET）
  - 第1・2回「お夏清十郎」（1961年）
  - 第5・6回「おさん茂兵衛」（1961年）
  - 第18回「掘る」（1961年）
- ここに人あり 第168回「わが友よ」（1961年、NHK）
- 若い季節（1961年 - 1964年、NHK）
- 山本周五郎アワー 第13回「夕もやのなか」（1961年、TBS） - 男
- NHK劇場（NHK）
  - 真実一路（1961年）
  - スポーツカーと樫の木（1967年） - 斎藤社長 役
- シャープ火曜劇場 第18回「母の曲」（1961年、CX） - 波多野
- 日立ファミリーステージ / 青い帽子の物語（1962年、TBS） - 青い帽子の男
- 愛の劇場（NTV）
  - 第149 - 152回「おんな同志」（1962年） - 渡辺
  - 第217 - 221回「愛の終りの時」（1963年） - 定四郎
- ポーラ名作劇場 第14回「西陣の蝶」（1963年、MBS） - 出水俊三
- 近鉄金曜劇場（TBS）
  - 朝霧（1963年）
  - 男と台所（1964年）
  - あだこ（1964年）
- 判決（NET）
  - 第36話「小さい命」（1963年）
  - 第110話「冬近く」（1964年）
  - 第111話「孤影」（1964年）
- 大学生諸君!（1963年、TBS） - 太田黒三介
- 日本映画名作ドラマ（NET）
  - 暢気眼鏡（1963年）
  - 娘の縁談（1963年）
  - 鶯（1964年）
- ドラマへの招待 第9回「今日は、区民税です」（1964年、CX） - 財部雄三郎
- シオノギテレビ劇場（CX）
  - 山本富士子アワー・芳兵衛物語（1964年）
  - 岸惠子アワー・さよならはイヤよ!（1965年）
- 三匹の侍 第2シリーズ 第5話「修羅妖心」（1965年、CX）
- 30分劇場 第26回「アヤという娘」（1964年、NTV） - 伊東
- 大河ドラマ（NHK)
  - 太閤記（1965年） - 松永弾正
  - 天と地と（1969年） - 太田資正
  - 独眼竜政宗（1987年） - 片桐且元
  - 元禄繚乱（1999年） - 山田宗徧 役
- 光る海（1965年、TBS）
- チコといっしょに（1965年、NTV） - 田村
- 信託水曜劇場 / 貸間あり（1965年、CX）
- 日産スター劇場（NTV）
  - 暖かい冬（1965年）
  - 喜劇あゝ巨人軍（1965年）
  - 未亡人と四人の紳士（1965年）
  - 花嫁候補がやってきた（1966年）
  - 夫が戸籍から消えるとき（1968年）
- オーイわーいチチチ（1966年、NTV） - ライオン・チェンチェイ
- 木下恵介アワー / 記念樹（1966年、TBS） - 湘南電工の社長
- 泣いてたまるか（TBS）
  - 第6話「浪花節だよ人生は」（1966年）
  - 第15話「帰れ!わが胸に」（1966年）
  - 第34話「ウルトラおやじとひとりっ子」（1967年）
  - 第43話「先生ニッポンへ帰る」（1967年）
  - 第61話「日本で一番もてない男」（1967年）
  - 第64話「あゝお父さん」（1967年）
  - 第78話「東京流れ者」（1968年）
- ザ・ガードマン（TBS / 大映テレビ）
  - 第71話「見えない敵」（1966年） - 小井戸
  - 第85話「ニセ札は踊る」（1966年）
- 青春とはなんだ第31話「ある初恋」（1966年、NTV） - 和子の父
- 今井正アワー / ガンかて笑って死ねるんや（1966年、NET） - 中村正尭
- 剣 第17回「珍説天保水滸伝」（1967年、NTV） - 飯岡の助五郎
- 続・風と樹と空と（1967年、NTV） - 大内剛
- お嫁さん（CX）
  - 第3シリーズ（1967年 - 1968年） - 清水貞三
  - 第5シリーズ（1968年 - 1969年） - 久三
- テレビ文学館 名作に見る日本人（MBS）
  - 第2回「五重塔」（1968年）
  - 第3回「赤西蠣太」（1968年）
  - 第15回「三四郎」（1968年）
  - 第18回「大寺学校」（1968年）
- 市子と令子 第2シリーズ（1968年 - 1969年、CX） - 山本信太郎
- かみなり三代（1968年 - 1969年、NTV） - 中条剛
- 肝っ玉かあさん（TBS） - 梅本院長 
  - 第2シリーズ（1969年 - 1970年）
  - 第3シリーズ（1971年）
- 太陽ともぐら（1969年、CX） - 東金太郎
- 暖春（1969年、CX） - 緒方省三
- ひげとたんぽぽ（1969年、NTV） - 奥山浩蔵
- 水戸黄門（TBS / C.A.L）
  - 第1部 第17話「人情喧嘩そば -岡山-」（1969年） - 源兵ヱ
  - 第4部 第11話「地獄へ落ちた悪い奴 -庄内-」（1973年） - 愚庵
- 柳生十兵衛 第9話「仇討ち紅だすき」（1970年、CX） - 勘助
- 男は度胸（1970年、NHK） - 英一蝶
- 泣かないで!かあちゃん（1970年、NET） - 福田寅松
- おれは男だ!（1971年 - 1972年、NTV） - 小林清彦
- ワン・ツウ アタック! 第9話「打ち込め! スピンボール」（1971年、12CH / 東宝） - 佐々木エツの父
- 絵島生島（1971年、12CH） - 奥山交竹院
- 江戸巷談・花の日本橋 第7・8回「おいらん女房」（1971年、KTV） - 久兵衛
- おらんだ左近事件帖（1971年 - 1972年、CX / 東宝） - 淡海和尚
- 飛び出せ!青春 第14話「月光仮面は正義の味方」（1972年、NTV / 東宝） - 中尾の父
- おんな組アクション控 第2話「将軍ってエッチ」（1972年、12CH / C.A.L） - 徳川家斉
- 荒野の素浪人 第39話「鷲の巣城 御金蔵破り」（1972年、NET / 三船プロ） - 藤兵衛
- 燃える兄弟（1972年 - 1973年、TBS） - 善平
- 木枯し紋次郎 第2シーズン 第17話「雪に花散る奥州路」（1973年、CX / C.A.L） - 越堀の仁五郎
- ゆびきり（1973年、TBS）
- がんばれ!兄ちゃん（1973年、TBS） - 白川浜吉
- 時間ですよ（1973年、TBS） - 祥造の幼馴染 役（ゲスト出演）
- 旅人異三郎 第2話「やらずの雨に夢が散る」（1973年、12CH / 三船プロ） - 旅僧
- 顔で笑って（1973年、TBS） - 花田誠一郎 役
- 剣客商売（1973年、CX / 東宝） - 田沼意次
- てんつくてん（1973年 - 1974年、NTV） - 国男
- 太陽にほえろ! 第124話「仰げば尊し」（1974年、NTV / 東宝） - 田村正俊
- 白いシリーズ（TBS）
  - 白い滑走路（1974年） - 折井文平
  - 白い地平線（1975年） - 田丸耕一郎
- 夜明けの刑事（TBS / 大映テレビ）
  - 第16話「ふるさとの学校の先生」（1975年） - 坂本先生　
  - 第85話「爆弾男 結婚式を乗っ取る!!」（1976年） - 堀内
- 伝七捕物帳（NTV / ユニオン映画）
  - 第57話「赤い将棋駒の謎」（1975年） - 弦十郎
  - 第83話「母と名乗れぬ忍ぶ草」（1975年） - 玄海の九郎右衛門
- 赤いシリーズ（TBS）
  - 赤い疑惑（1975年） - 杉岡太一郎
  - 赤い嵐（1979年） - 大野兵吉
  - 赤い死線（1980年） - 堀田
- 火曜劇場 / 炎のカルテ（1976年、NTV）草刈教授
- 悪妻行進曲（1977年、TBS） - 津村兵衛
- 日本の戦後（1977年 - 1978年、NHK） - 吉田茂
- 達磨大助事件帳 第16話「あに・いもうと」（1978年、ANB / 国際放映） - 儀兵衛
- 土曜ワイド劇場 / 江戸川乱歩「緑衣の鬼」より 白い人魚の美女（1978年、ANB） - 夏目菊太郎
- 大空港 第4話「大空に命燃える日」（1978年、CX / 松竹） - 篠塚
- 西遊記 第1話「石猿誕生す」（1978年、NTV / 国際放映） - 東海竜王
- 判決（1978年 - 1979年、テレビ朝日） - 前川寛三
- 白昼の死角（1979年、MBS） - 上松利勝
- 手錠をかけろ!（1979年、CX / 国際放映） - 矢ノ浦捜査課長
- がしんたれ（1979年、THK）
- そば屋梅吉捕物帳 第5話「夜空に消えた父娘星」（1979年、12CH / 国際放映） - 辰五郎
- 女が職場を去る日（1979年、CX） - 典子の父
- ドラマ人間模様 / 愛を病む（1980年、NHK）
- 加山雄三のブラック・ジャック（1981年、ANB / 松竹） - 遠藤嘉一郎
- 思えば遠くへ来たもんだ（TBS） - 千厩校長 
  - 思えば遠くへ来たもんだ（1981年）
  - 続・思えば遠くへ来たもんだ（1981年）
- 銀河テレビ小説（NHK）
  - 煙が目にしみる（1981年） - 内堀勇
  - 花丸銀平（1984年） - 片岡征太郎
  - 金婚式（1987年） - 足立冬吉
- 新五捕物帳 第154話「返す十手の心意気」（1981年、NTV / ユニオン映画） - 嘉平
- うちの嫁さんあっちむいてプイ!（1981年、CX）
- ひまわりの歌（1981年 - 1982年、TBS） - 木村源吉
- 時代劇スペシャル / 薩摩飛脚（1982年、CX） - 覚真
- 火曜サスペンス劇場 / 影なき殺意（1982年、NTV）
- ザ・サスペンス / 山之内家の惨劇（1983年、TBS） - 権藤警部
- 木曜座 / 誰かが私を愛してる（1983年、MBS） - 石光隆吉
- 風の中のあいつ（1984年、NTV） - 津村講平
- 事件記者チャボ! 第21話「チャボもビックリ! ツッパリじいさん…?」（1984年、NTV / ユニオン映画） - 板垣新一郎
- 雨ふりお月さん 私に日本語下さい（1984年10月27日、NHK） - ケースワーカー
- 少女に何が起ったか（1985年、TBS） - 東雪雄
- 裸の大将放浪記 第15話「花が咲いたので」（1985年、KTV） - ハルコの父・栄吉
- 敵同志好き同志（1987年、NTV） - 浅井栄之助
- 水曜ドラマスペシャル / 奥さまの代理勤めます（1987年、TBS）
- 北の海峡（1988年5月3日、NHK）- 坂上徳治
- 巌流島 小次郎と武蔵（1992年、NHK） - 宮本無二斎
- デパート!秋物語 第11話「いらっしゃいませ！花ムコをぶん殴った花嫁さま!!」（1992年、TBS） - 松方
- 課長サンの厄年（1993年、TBS） - 寺田久夫 役
- 花王 愛の劇場 / 家族の物語（1993年、TBS） - 石坂雄三
- 松本清張一周忌特別企画・或る「小倉日記」伝（1993年、TBS） - 麻生
- 同窓会（1993年、NTV） - 幣原徳明
- 系列（1993年、NHK） - 星義久
- アリよさらば（1994年、TBS） - 花岡治
- ヒロシマ 原爆投下までの4か月（1995年、NHK(日米加合作ドラマ)） - 鈴木貫太郎首相
- 外科医柊又三郎（1995年） ‐ 坂田修平
- 南くんの恋人スペシャル もうひとつの完結編（1995年、ANB） - 謎の老人
- 憲法はまだか（1996年、NHK） - 佐々木惣一
- イグアナの娘 第7話「母の告白…あなたを殺したい！」（1996年、ANB） - 遊園地のおじさん
- 連続テレビ小説 / 天うらら（1998年、NHK） - 小野田功
- 古畑任三郎3rd season第30回「古畑、風邪をひく」　（1999年、CX） - 荒木嘉右衛門
- それからの日々（2004年、EX）

### 舞台
- 榎本武揚（1967年、劇団雲） - 永井玄蕃

### テレビアニメ
- どーもくん（1999年 - 2005年、NHK-BS） - うさじい〈ウサギ〉

### 吹き替え
- コッチおじさん（1976年、NET）ジョセフ・P・コッチャー（コッチ）：ウォルター・マッソー
- さらばマンザナール収容所　(1978年、NHK) : ユーキ・シモダ
- シャーロック・ホームズの冒険（1985年、NHK） - マイクロフト・ホームズ〈初代〉：チャールズ・グレイ

### CM
- 小西六写真工業（現：コニカミノルタ）「コニカ」 ※「コニカはコニカ、いいと思うよ。」のキャッチフレーズで知られた[13]
- 霧島酒造「本格焼酎 霧島」

### その他
- 第13回NHK紅白歌合戦（1962年、NHK） - ゲスト
- セブンティーン（1962年 - 1963年、NTV）
- NHKスペシャル「我が友　本田宗一郎〜井深大が語る“技術と格闘した男”〜」（1991年12月15日、NHK）- 語り[14]

## 著書
- 『金はなくても - 芝居と女と貧乏と』、未央書房、1968年
- 『のんびり行こうよ』、浪曼、1974年